# Giedde
Giedde, även Gjedde, var en dansk uradelssläkt från Skåne, som är känd från början av 1400-talet.
Blasonering
En snedställd gädda silver på en blå sköld, på hjälmen ett blått och ett horn i silver, däremellan en nedåtriktad gädda i silver.

## Historia
Den äldsta delen av familjen härstammar från Skåne är förmodligen Laurids Giedde och hans söner Peder Lauridsen till Røgle (nämnd 1433) och Thorsten Lauridsen Giedde, Glumslöv (nämnd 1455), med Laurids Thorstensen Giedde till Røgle (nämnd 1503 och 1514). Hans son Knud Lauridsen Giedde (nämns 1506 och död 1538).
Brostrup Giedde (död 1614) till Tommerup, Hellerup m.fl. fick sonen Ove Giedde (1594-1660) till Tommerup och Hellerup som var riksråd, riksamiral och en skånsk storgodsägare. Han var far till tolv barn och blev en av de högst uppsatta adelsmännen i Danmark. Hans son Christoffer Giedde upptogs som svensk adelsman 1664 och introducerades 1664 under nr 27 i dåvarande riddarklassen med det försvenskadenamnet Gädda, men lämnade inte efter söner varför han själv slöt ätten 1705. 
Ove Giedde fick vidare sönerna Löjtnant Brostrup Giedde (1628-1668), till länsdomare Knud Giedde (död 1707) till Vadskærgård, till överste och landstingsmannen i Bornholm Christian Giedde till Skivehus (död 1706) och till Frederik Eiler Giedde (1641-1717) till Nordskov och Hindemae, vars son, överste Carl Vilhelm Giedde (1698-1757) till Hindemae 1742 upphöjdes till Friherre af Wintersborg. Den nämnda länsmannen Knud Giedde (död 1707) var farfar till Wulf Unger Giedde (1710-1777), vars barnbarns svärson,
Ätten Giedde utslocknade på svärdssidan i Danmark 1848 med major Ove Unger Rosenkrantz Giedde (1784-1848).

## Medlemmar ur släkten
- Christoffer Giedde (1637-1705) till Vrams Gunnarstorp. Major i danska gardet, men övergick i svensk tjänst. Gift (1) med Elisabet Vind (1629-ca 1707) från vilken han senare blev skild, (2) med friherrinnan Hedvig Eleonora von Buchwaldt (1661-?), (3) 1695 med Anna Sofia von Essen (?-1711).
- Hedvig Sofia Elisabet Gädda (1703-1741) till Vrams Gunnarstorp. Gift 1720 med översten Casper Johan Bergk, naturaliserad Berch (1688-1761).